# Schloss Leidersdorf

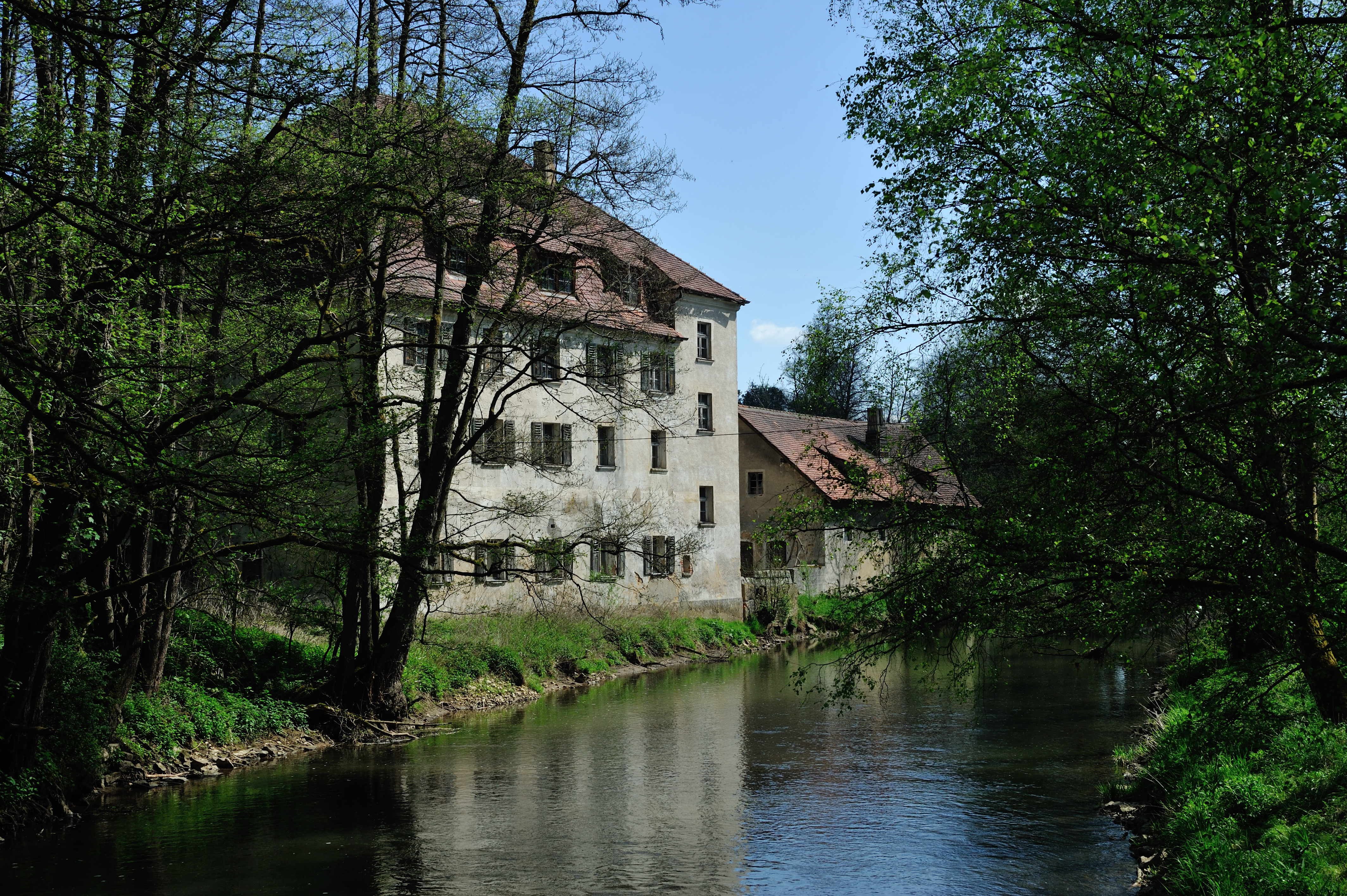
Hammerschloss Leidersdorf heute

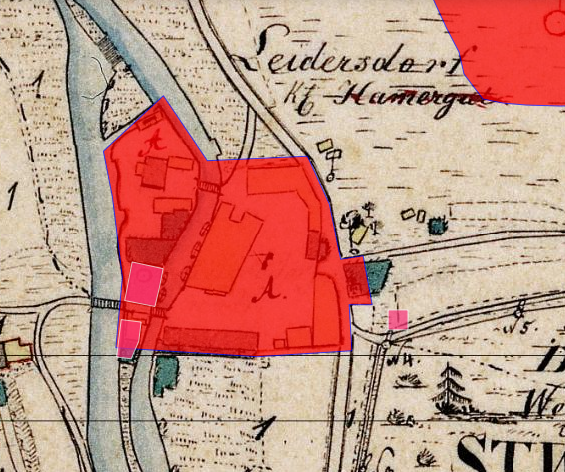
Lageplan von Schloss Leidersdorf auf dem Urkataster von Bayern

Das abgekommene Schloss Leidersdorf (auch als Hammerschloss Leidersdorf bezeichnet) ist ein denkmalgeschütztes Gebäude im Gemeindeteil Leidersdorf der oberpfälzischen Gemeinde Ensdorf im Landkreis Amberg-Sulzbach von Bayern (Leidersdorf 2). Das Schloss war früher ein Hammerwerk, das von der Wasserkraft der Vils betrieben wurde, und ist unter der Aktennummer D-3-71-120-25 als Baudenkmal verzeichnet. „Archäologische Befunde des Mittelalters und der frühen Neuzeit im Bereich des ehem. Hammerschlosses in Leidersdorf, darunter die Spuren des spätmittelalterlichen Eisenhammers“ werden zudem als Bodendenkmal unter der Aktennummer D-3-6637-0087 geführt.

## Geschichte
Der Name des Ortes leitet sich von dem Personennamen Lagadeo ab, was aus den ältesten Urkunden über den Ort Lagadeosdorf zwischen 975 und 990 zu ersehen ist. Diese auf -dorf endenden Ortsnamen weisen auf eine Besiedlung im 8. Jahrhundert hin. Im 12. Jahrhundert ist hier der Sitz eines pfalzgräflichen Ministerialengeschlecht derer von Leiteratesdorf, wie aus einer Urkunde von 1149 hervorgeht und in der ein Friedrich und seine Brüder von Leidersdorf genannt werden.
Leidersdorf gehörte im 12. Jahrhundert dem Kloster Ensdorf. Im Jahr 1178 wird Leidersdorf erwähnt, als Pfalzgraf Friedrich, Sohn des Klostergründers Otto V. von Scheyern, dem Kloster Ensdorf Leidersdorf samt einer Mühle schenkt. Der Hammer wird 1326 erstmals erwähnt. Abt Konrad (1413–1424) errichtete dort einen Hammer und verkaufte ihn 1422 an Nikolaus Romer aus Nabburg. 1457 wird der Besitz vom Kloster Ensdorf wieder erworben. 1461 gehört er der Familie der Paulsdorfer. 1478 waren hier ein Schienhammer und ein Blechhammer in Betrieb, der von Paul Saurzapf von Theuern betrieben wurde. Das Werk wurde vom Kloster 1498 an die Brüder Wolf, Linhard, Peter und Hans Portner verkauft, deren Nachkommen sich meist „von Leidersdorf“ nannten. Den Portnern gehörte damals auch Theuern, Rieden, Haselmühl bei Gärmersdorf und Heringnohe.

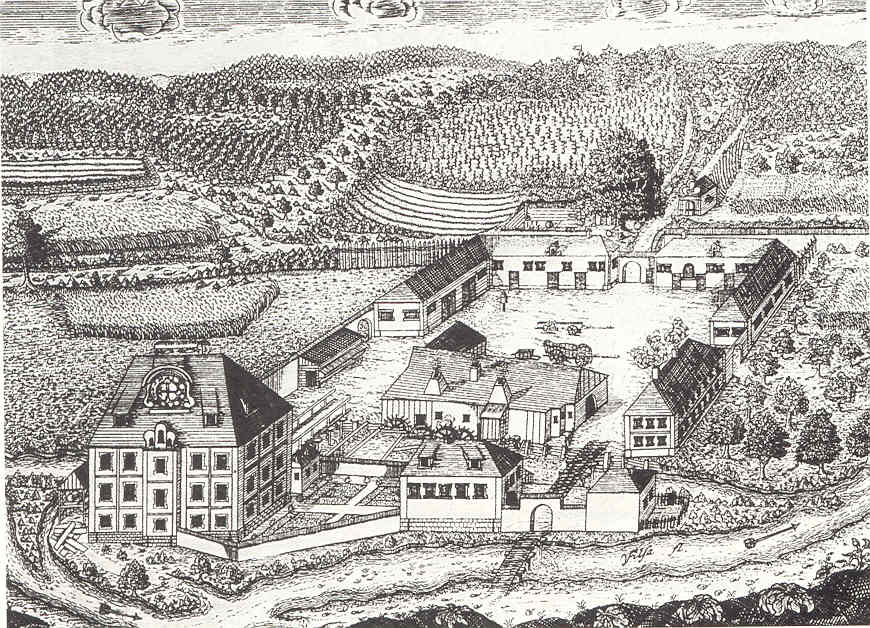
Hammerschloss Leidersdorf nach einer Zeichnung des Abtes Anselm Meiller von 1730

1579 wird hier auch ein Schiffmeister genannt, der hälftig mit den Hammerherren zur Räumung einer Furt verpflichtet war. 1621 wurde Leidersdorf an den Rentmeister Saugefinger aus Amberg verkauft, der aber auswanderte, 1630 wurde Leidersdorf von der Regierung verpachtet. Während des Dreißigjährigen Krieges wurde das 1639 Anwesen niedergebrannt. 1663 erfolgte ein Neubau des Werkes unter dem Hammermeister Wolf Stainer aus dem nahe gelegenen Wolfsbach. Aus einem Bericht des Johann German Barbing an den Kurfürst Ferdinand Maria vom 16. Januar 1666 heißt es: „Layderstorf. Der allda gestandene Eisenhammer, so ganz eingegangen gewesen, ist ungefähr vor drei Jahren von obenbenannten Hammermeister zu Wolffpach Hans Stainer erkauft, erbaut und bereits alles unter das Dach gebracht und so gerichtet worden, daß man, wenn man will oder der Inhaber Verlagsmittel hätte, innerhalb 1/4 Jahr darauf schmieden könne, wozu das Arzt von Sulzbach und Ihrer Churf. Durchl. Vorrat gebraucht würde.“
1717 kam das Anwesen durch Kauf von einem Baron von Reiz und unter Abt Anselm Meiller wieder an das Kloster Ensdorf zurück und verblieb bei diesem bis zur Säkularisation. Für den Kauf musste der Abt von seinem Bruder Leonhard Meiller 11000 fl ausleihen, die bis 1744 zurückgezahlt werden konnten. Der Hammer bestand damals aus einem Schienhammer und zwei Blechhämmern. Der Hammer erbrachte gute Einnahmen: Im Jahr 1744 waren es 803 fl 35 kr 1 Pf (die Rendite, gemessen an dem Kapitaleinsatz für Erz, Kohlen und Personal, betrug immerhin 15 %), 1760 waren es 768 fl 7 kr, aber 1773 ergab sich unter Abt Diepold Ziegler ein Defizit von 188 fl 55 kr.
Danach wurde der Eisenhammer als Königliches Hüttenamt weiter betrieben, 1820 soll der Leidersdorfer Hammer 1400 Zentner Roheisen produziert haben. Bis 1830 wurde es angeblich von einem Exkonventionalen (einen pensionierten Geistlichen) geleitet. 1840 entsteht das neue Wasserrad und 1852 wurde sogar ein Hochofen installiert. 1855 wurde mit der Maxhütte ein Liefervertrag über 200 Tonnen Roheisen abgeschlossen. 1860 wurde in Leidersdorf der Hochofen abgebaut und es erfolgt der Verkauf für 26.000 Gulden an Bernhard Lilienthal aus Wolfsbach. 1864 wurde der Betrieb wegen ungenügender Rendite stillgelegt, das Werk war im Vergleich zur Maxhütte mit neuen Kokshochöfen nicht mehr konkurrenzfähig.
An der Stelle des Hammers entstanden eine Mahlmühle und ein Sägewerk. Beide wurden 1931 stillgelegt. Beim Bau der Staatsstraße wurde die zugehörige Kapelle abgerissen, auf der anderen Seite der Straße aber maßstabsgetreu wieder aufgebaut.

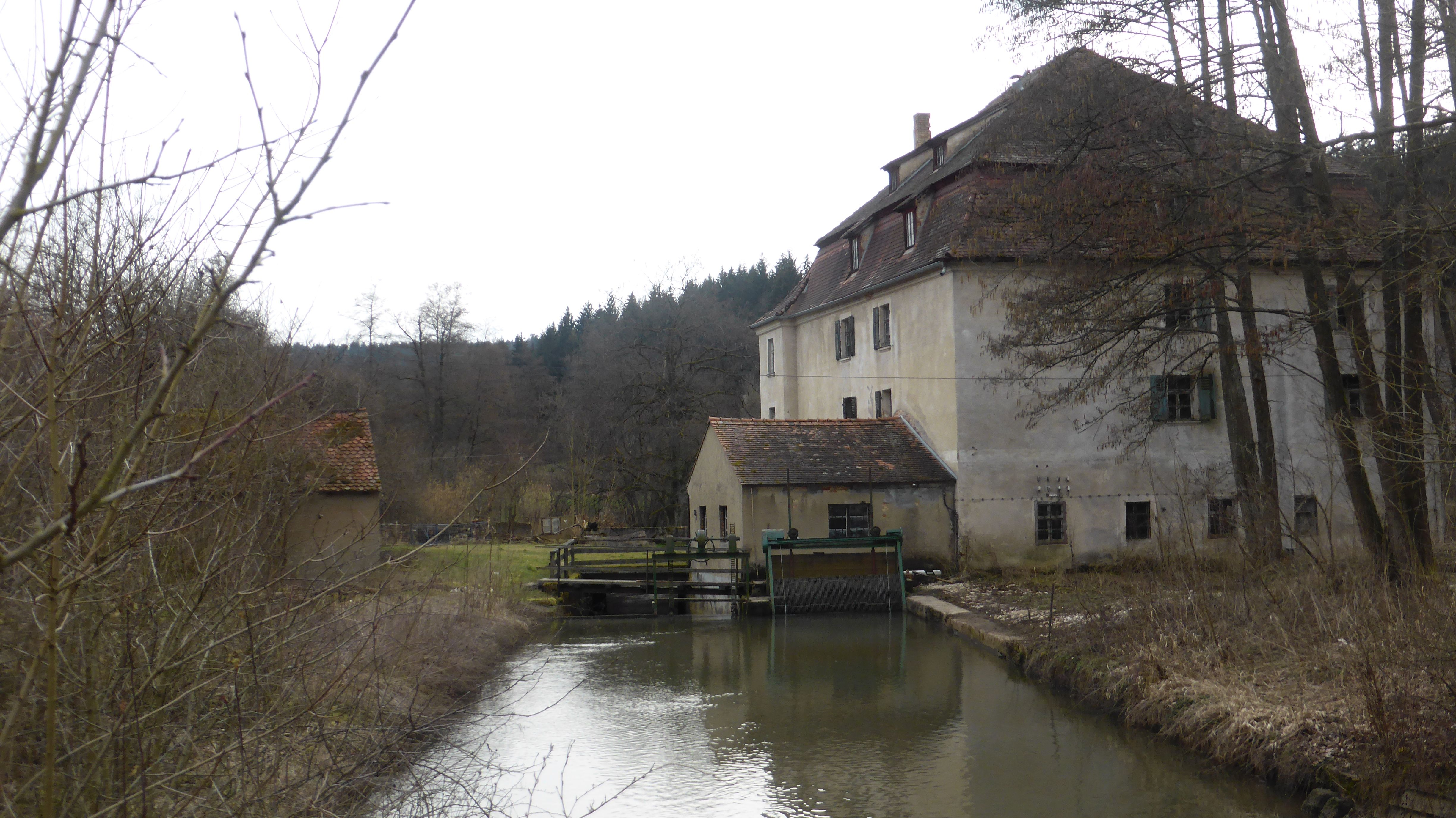
Hammerschloss Leidersdorf (2016)

## Schloss Leidersdorf heute
Auf dem Stich von 1730 besteht das Anwesen aus einem dreigeschossigen Herrenhaus mit einem Mittelrisalit und einem Walmdach mit Schleppgaupen. Durch eine Mauer und weitere Wirtschafts- und Wohngebäude wird ein unregelmäßiges Viereck gebildet, in dessen Mitte sich das Hammerwerk befindet. Eine Holzbrücke über die Vils führt zu dem Anwesen. Der gegenüberliegende Ausgang durch ein rundbogiges Tor führt vermutlich zu der Kapelle St. Antonius.

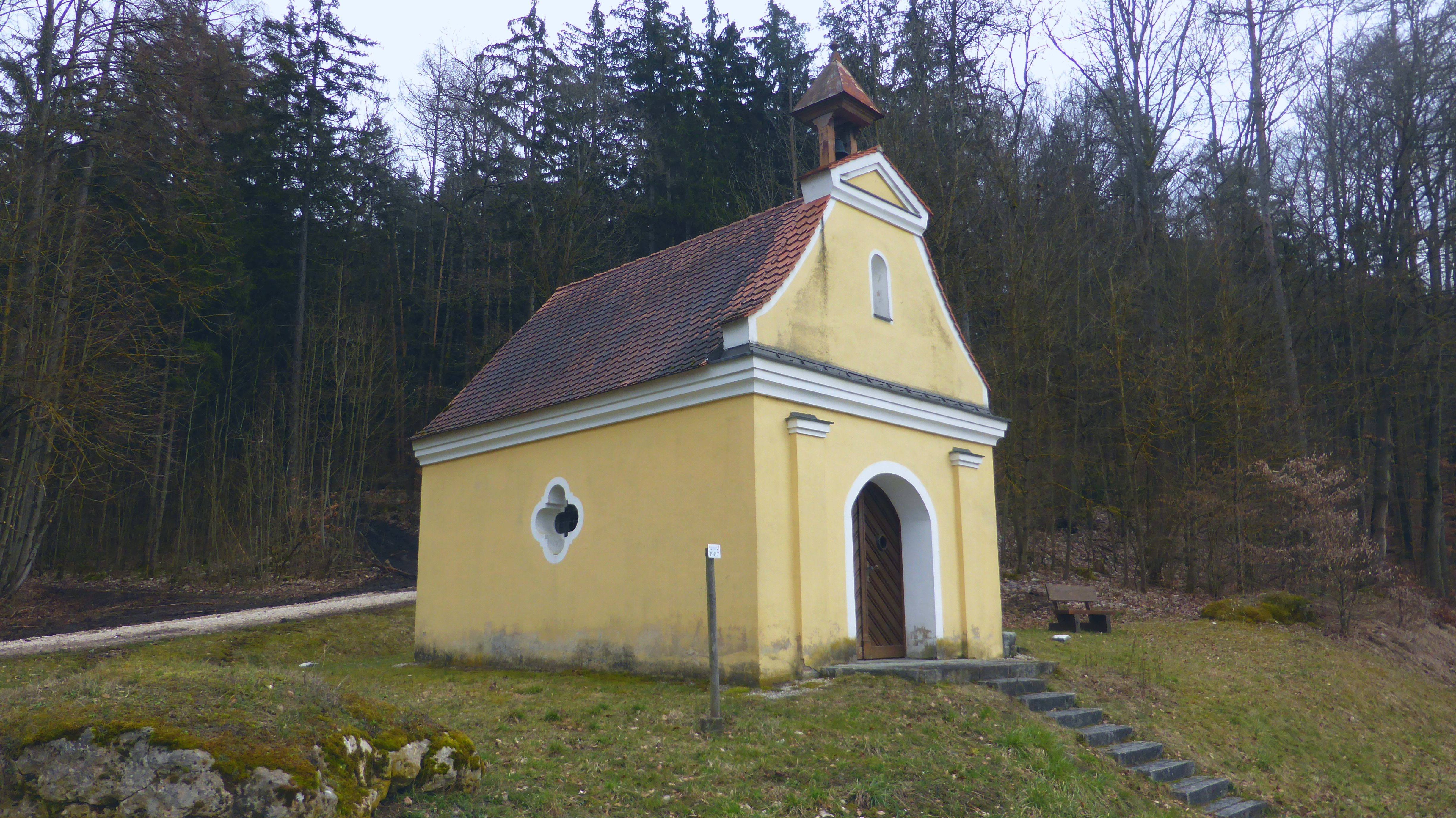
St.-Antonius-Kapelle in Leidersdorf

Die Kapelle war 1731 durch den Ensdorfer Abt Anselm Meiller errichtet worden. Der Maler Johann Mostabus aus Hohenburg erhielt für den Altar 27 fl, für die Ausbesserung der Bilder 1743 nochmals 4 fl 30 kr. 1804 sollte die Kapelle demoliert werden, aber die Kapelle entging der geplanten Zerstörung. 1965 wurde die Kapelle wegen des Straßenbaus abgebrochen, aber im gleichen Stil auf der anderen Straßenseite wieder aufgebaut. Von Pfarrer Korbinian Zeitler wurde sie am 12. Juni 1965 eingeweiht. Die letzte Instandsetzung wurde 1990 von der Familie Salfetter vorgenommen, in deren Eigentum sie sich befindet.
1910 wurde an der Stelle des Herrenhauses ein Neubau errichtet, der im Kern noch aus dem 17. und 18. Jahrhundert stammt. Auch dieser ist ein dreigeschossiger, verputzter Massivbau mit einem Mansardwalmdach, einem im ersten Stockwerk beginnenden Eckerker und einem Eckrisalit. Dem Gebäude anschlossen ist ein Turbinenhaus und ein Werkkanal. Der Umbau zu der Josef Winkler’schen Kunstmühle erfolgte nach der auf dem Haus angebrachten Zahl im Jahre „1910“. Im ersten Stock der Kunstmühle stehen noch deren gut erhaltenen Mahlwerke, die erst 1964 stillgelegt wurden; das Wohnhaus, welches in das Gebäude eingegliedert war, wurde bis 1974 bewohnt.
Zu dem Anwesen gehört eine ehemalige Pferdestallung; diese ist ein eingeschossiger, verputzter Massivbau mit Satteldach, Stichbogenfenstern und profilierten Balkenköpfen aus der Zeit um 1900.